# IC 5302
IC 5302 — галактика типу SB0 (компактна витягнута галактика) у сузір'ї Тукан.
Цей об'єкт міститься в оригінальній редакції індексного каталогу.